# Magnus Uggla
Magnus Uggla (født 18. juni 1954 i Stockholm, Sverige), er en svensk sanger.

## Diskografi
- 1975 – Om Bobbo Viking
- 1976 – Livets teater
- 1977 – Va ska man ta livet av sig för när man ändå inte får höra snacket efteråt
- 1978 – Vittring
- 1979 – Magnus Uggla band sjunger schlagers (EP)
- 1980 – Den ljusnande framtid är vår
- 1981 – Godkänd pirat – Live
- 1983 – Välkommen till folkhemmet
- 1985 – Retrospektivt collage
- 1986 – Collection
- 1986 – Den döende dandyn
- 1987 – Allting som ni gör kan jag göra bättre
- 1989 – 35-åringen
- 1993 – Alla får påsar
- 1994 – 100 % Uggla – Absolut inget annat
- 1997 – Karaoke
- 2000 – Där jag är e’re alltid bäst
- 2002 – Klassiska mästerverk
- 2004 – Den tatuerade generationen
- 2006 – Ett bedårande barn av sin tid
- 2007 – Pärlor åt svinen
- 2010 – Karl Gerhard passerar i revy
- 2011 - Innan filmen tagit slut